# Radoboj
Radoboj är en ort i Kroatien.   Den ligger i länet Krapina-Zagorjes län, i den norra delen av landet, 40 km norr om huvudstaden Zagreb. Radoboj ligger 257 meter över havet och antalet invånare är 1 301.
Terrängen runt Radoboj är kuperad norrut, men söderut är den platt. Runt Radoboj är det ganska tätbefolkat, med 52 invånare per kvadratkilometer. Närmaste större samhälle är Krapina, 3,5 km väster om Radoboj. I omgivningarna runt Radoboj växer i huvudsak lövfällande lövskog.